# 金属結晶
金属結晶 (きんぞくけっしょう) は、金属結合によって形成される結晶のこと。
金属結晶中では金属原子は最外殻電子を切り離し陽イオンとなっている。この切り離された電子が自由電子となり結晶構成原子間を自由に動き回ることで結晶が保たれている。このため金属結晶は延性、展性、電気伝導性や熱伝導性に富み、独特の金属光沢をもつ。結晶なのに展延性（塑性加工性）に富むことを驚きの出発点とし、とくに米国人により転位論が確立され、材料強度学における重要な地位を確立している。また、強度やトライボロジー特性に優れた鉄鋼材料の一種である工具鋼などは、熱処理を行うことで急激な金属結晶の変化が生じマルテンサイト構造になることでその優れた特性を得、塑性加工などの過酷な摩擦現象がおこる用途に用いられる。
【例】 いわゆる金属は、全て金属結晶であるとは言えない（金属的性質を示す準結晶やアモルファス金属などを除く←アモルファスは結晶ではない）。
金属では多形は一般的であり、それは温度変化にともなってしばしば起こる。異なる構造は通常温度の増加に応じて、α、β、γ、…という記号で区別される。例えばα-Feは906℃まで安定であり、1401℃でγ-Feに変化し、1530℃で再びα-Feに変わる。β-Feは通常の条件下では安定ではなく、高圧下でのみ存在する。